# 迪恩森林 (英國國會選區)
迪恩森林（英語：Forest of Dean），英國國會一郡選區，位於英格蘭西南部格洛斯特郡西部，包括迪恩森林區全部和蒂克斯伯里區的一個地方選區。
創設於1885年，1950年撤銷，1997年恢復。2005年保守黨的馬克·哈珀在工黨手上奪得議席。他在2010年大選中以46.9%選票成功連任。